# SIG Sauer SIGM400
Il SIGM400 è una famiglia di armi da fuoco prodotte da SIG Sauer. Il fucile si basa sul precedente fucile AR-15.
Il SIGM400 è un'arma da fuoco semiautomatica nella varainte fucili d'assalto nota come Predator SIGM400 o come pistola SIGPM400 Elite PSB, destinato ai mercati civili.